# Cordão do Me Enterra na Quarta

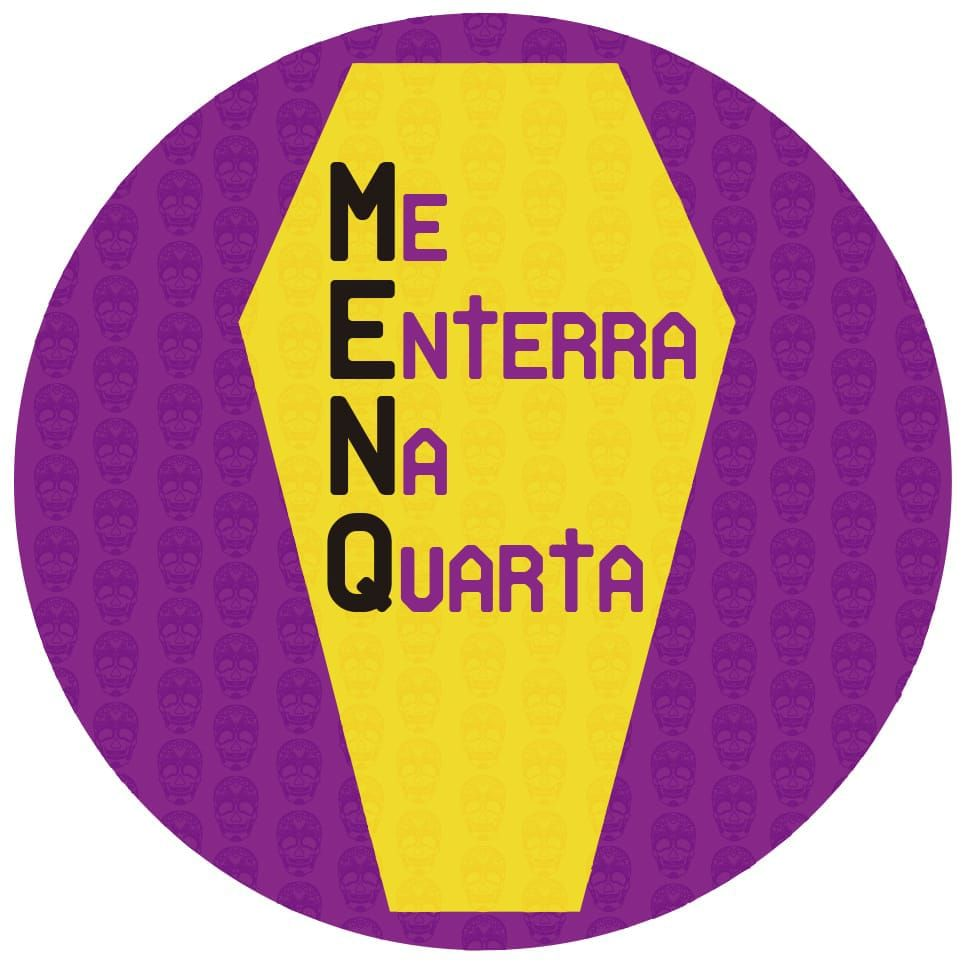
Logotipo do MENQ

O Cordão do Me Enterra Na Quarta, também conhecido como Me enterra na quarta ou MENQ, é um bloco de carnaval do Rio de Janeiro fundado em 2004.
Na cidade que se espreme na moldura cinematográfica de mar e montanha, o samba também sobre as ladeiras - e quem não for atrás é ruim da cabeça ou doente do pé. um ótimo exemplo do baticumbum nas alturas acontece em Santa Teresa, a partir da Ladeira do Castro, na última volta do ponteiro da diversão. Com vocês, o Me Enterra Na Quarta. 
O cordão, que toca marchinhas, maracatus, ijexás, sambas e frevos, tornou-se um dos grandes blocos tradicionais da festa popular carioca, sendo também responsável pela retomada do carnaval de rua na cidade. Assemelha-se a antigos cordões carnavalescos que existiam no Rio de Janeiro do início do século XX, como Rosa de Ouro e Bola Preta, devido ao fato de que desfila no chão, em cortejo acústico, sem qualquer aparato elétrico, e a banda é composta apenas por instrumentos de sopro e percussão, como trombones, trompetes, flautas transversas, saxofones e tubas que ecoam junto a caixas, surdos, alfaias, agogôs e xequerês.

## Origem
O grupo nasceu como uma brincadeira entre músicos, colegas do curso de música da UNIRIO, que trabalhavam durante a folia, mas também queriam se divertir.  Unindo a vontade de tocar e de brincar carnaval por mais tempo, surgiu a ideia de sair em cortejo na quarta-feira de Cinzas, aumentando, assim, a duração da festa. Os fundadores Laura Berrêdo e Jô Codeço convocaram amigos músicos, fizeram alguns ensaios e organizaram o evento no bar de outros amigos, em Santa Teresa. Então o Cordão do Me Enterra Na Quarta nasceu no Bar Miudinho, próximo ao Largo do Guimarães, no tradicional bairro histórico da cidade.

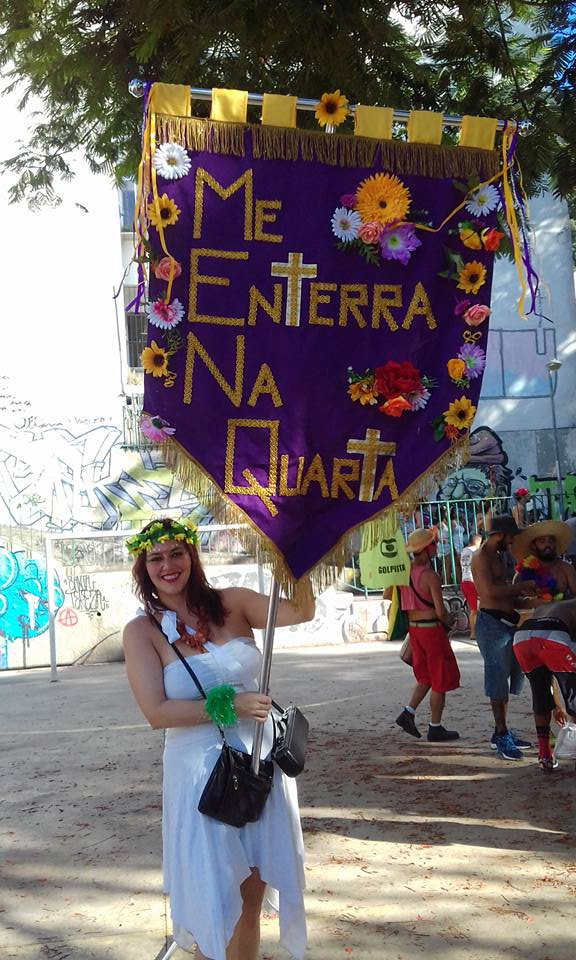
Estandarte do Me Enterra Na Quarta

### Curiosidade: a origem do nome
Em 2003, os fundadores do cordão pensavam em sair em cortejo na quarta-feira de Cinzas, para que pudessem tocar nos outros blocos durante o carnaval, e um dos amigos e fundadores (Daniel Rebel) ficou doente, ficando de fora da folia. Mesmo contra orientação médica, Daniel decidiu brincar todo o Carnaval, sempre dizendo: Entrega pra Deus! Me Enterra Na Quarta!. 
Assim, no ano seguinte, quando deu-se o primeiro cortejo do bloco, o estandarte trazia o nome perfeito para o grupo: Me Enterra Na Quarta.

## Características
O Cordão do Me Enterra Na Quarta desfila, tradicionalmente, na Quarta-Feira de Cinzas, no fim do dia, levando seu cortejo acústico pelas ladeiras do também tradicional bairro de Santa Teresa. As cores do bloco são o roxo e o dourado, e é comum ver, entre os foliões, a temática de caveira ou outros símbolos fúnebres, como caixão em enfeites na cabeça e fantasias completas. Uma marca do bloco são as fantasias coloridas e brilhantes. 
O cordão possui uma marchinha autoral, intitulada Hino do Cordão do Me Enterra Na Quarta, composta em 2004 por seus fundadores: Maria Laura Berrêdo e Jô Codeço. O hino foi gravado em 2022, contemplado por edital do Ministério da Cultura, em estúdio, com arranjo de Pablo Beato, também professor, trombonista e diretor musical do cordão.
Outra marca registrada do grupo carnavalesco é que não tocam apenas no carnaval, e tampouco o repertório se limita a marchinhas e sambas. Durante o ano todo o bloco atua com sua Oficina e realiza uma festa junina, o Arraiá do Me Enterra Na Quarta, que acontece tradicionalmente na sede do Cordão do Bola Preta, na Lapa, famoso bairro boêmio do Rio de Janeiro. Nessa festa também se apresentam grupos oriundos do cordão, como o Sanhaço, composto por flautas e percussão; e a Santa Teresa Brass Band, composta por metais, percussão e, eventualmente, teclado e voz. A Oficina é composta por mais de cem integrantes, entre alunos e professores, e se apresenta diversas vezes durante o ano, não atuando somente no período carnavalesco.

## História
No ano de 2004 desfilou pela primeira vez pelas ladeiras de Santa Teresa o Me Enterra na Quarta e de lá pra cá são dezoito anos fechando com chave de ouro o carnaval carioca. No dia de Cinzas, ao lado do bondinho, do casario histórico e da vista deslumbrante do bairro, milhares de foliōes de todo o Brasil prestigiam o cortejo do bloco que inspira amor e alegria.
Foram dezoito cortejos oficiais, além de participações em eventos públicos e privados, com versões menores do bloco e variações, de acordo com a demanda.
Em 2020 houve o último cortejo, anterior à pandemia de Covid-19, que se instalaria no planeta, adiando, pela primeira vez, desde sua fundação, o cortejo do Cordão do Me Enterra Na Quarta. O bloco só voltou às ruas em 2022, com a liberação do carnaval pelos órgãos competentes.

Além dos cortejos carnavalescos, o Me Enterra Na Quarta possui um projeto social chamado Cortejinhos da Alegria, que leva música e doações a instituições como casas de repouso, orfanatos etc.

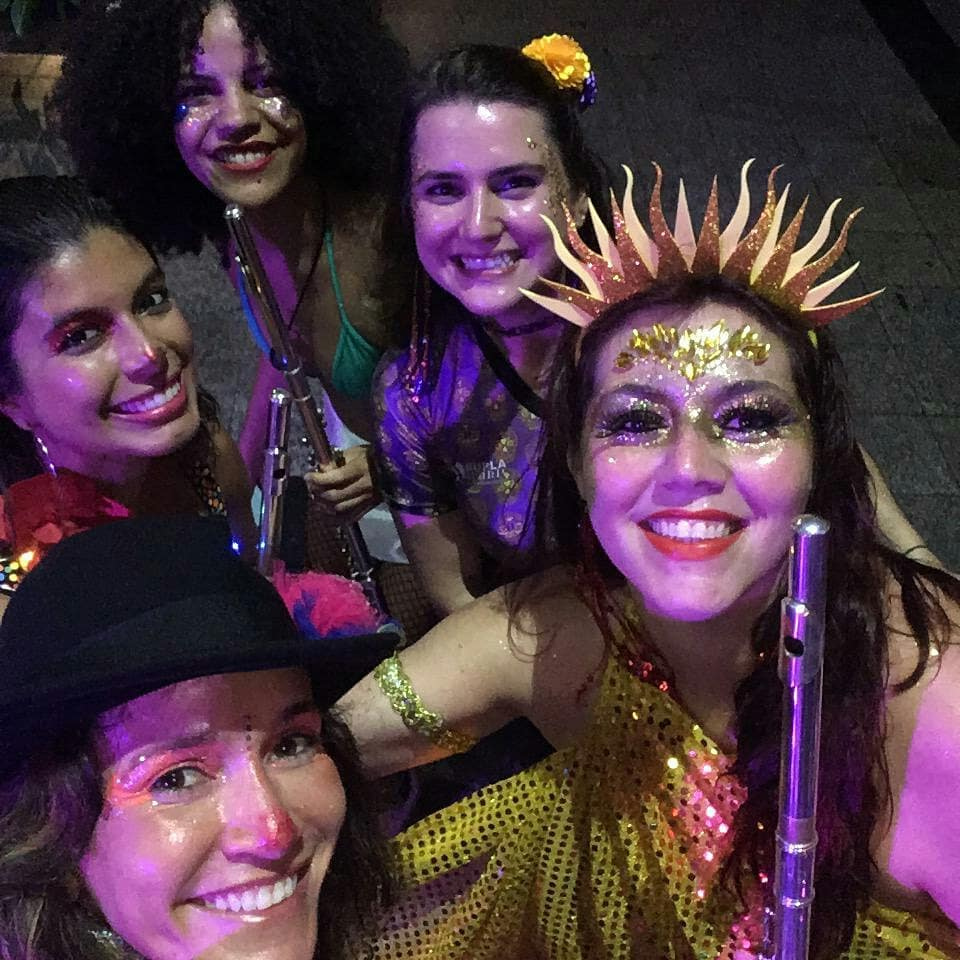
Naipe de flautas transversais

O Menq também tem participação ativa em manifestações de cunho político, defendendo a democracia e as lutas pelas minorias, como o antirracismo, a luta contra a homofobia, a luta feminista e por uma educação de qualidade no país.
Dentro dos eventos que o Menq participa, cabe citar o Baile Pré Carnaval e o Arraiá do Menq, que acontecem, respectivamente, em janeiro e julho, anualmente, na sede do Cordão da Bola Preta, na Lapa.

## Premiações e reconhecimentos
- Edital Cultura do Carnaval Carioca 2021[3]